# Iwan Romanow (Bischof)

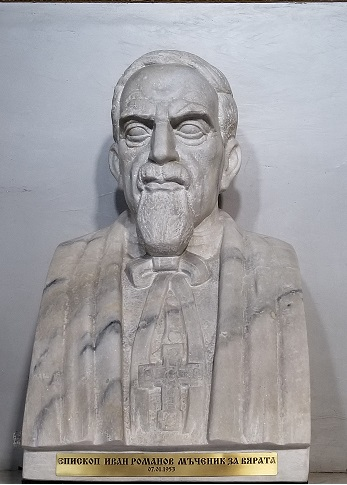

Iwan Romanow, auch Ivan Romanov oder Ivan Romanoff, (* 10. September 1878 in Sekirowo (1966 zu Rakowski vereinigt), Bulgarien; † 8. Januar 1953 in Schumen, Bulgarien) war ein bulgarischer römisch-katholischer Bischof.
Am 21. September 1901 erhielt Romanoff die Priesterweihe. Papst Pius XII. ernannte ihn am 6. Juli 1942 zum Apostolischen Vikar von Sofia und Plowdiw und Titularbischof von Prisriana. Am 4. Oktober 1942 spendete Giuseppe Mazzoli, Apostolischer Delegat von Bulgaren, ihm die Bischofsweihe. Mitkonsekratoren waren Damian Johannes Theelen, Bischof von Nicopoli, und Smiljan Franjo Čekada, Bischof von Skopje. 
Im Laufe der Prozesse gegen katholische Priester in Bulgarien wurde er festgenommen. Am 29. Oktober 1952 untersuchte das Bezirksgericht Sofia den Fall. Er starb am 8. Januar 1953 nach einigen Folterungen.
Sein Seligsprechungsprozess wurde am 17. November 1998 eröffnet.